# Opatovice (okres Přerov)
Opatovice jsou obec ležící zhruba 21 km východo-severovýchodně od Přerova a 6 km jižně od Hranic v okrese Přerov v Olomouckém kraji. Žije zde 806 obyvatel a jejich katastrální území má rozlohu 797 ha.

## Zatopený kamenolom
Nedaleko obce se nachází zatopený kamenolom, jehož hloubka dosahuje 37 metrů. Firma Kohout Invest plánovala lom v roce 2011 zavézt, neboť údajně hrozilo zřícení jedné stěny a také únik ropných látek z potopených bagrů. Proti byli občané i zastupitelstvo Opatovic.

## Galerie

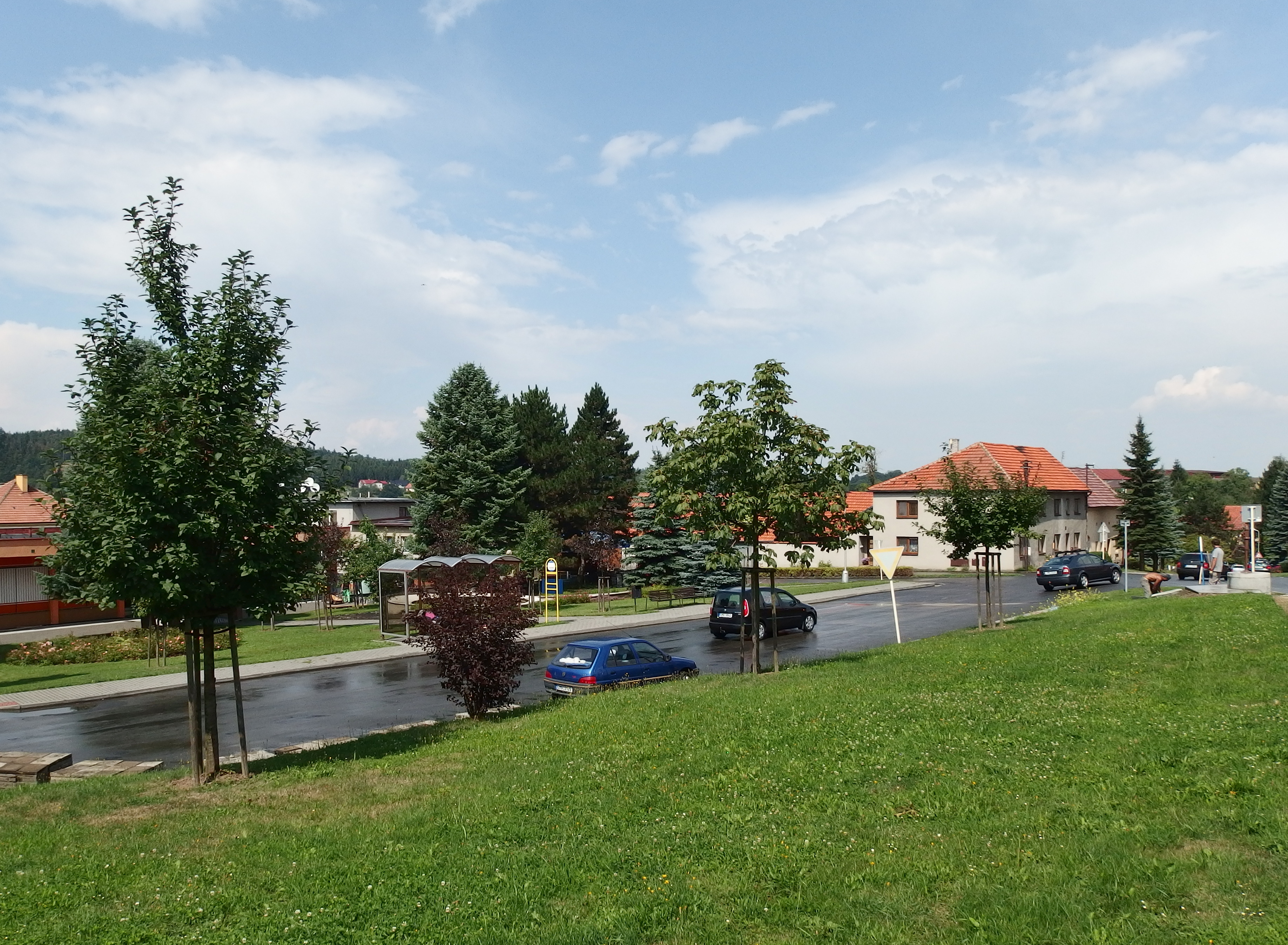
Náves
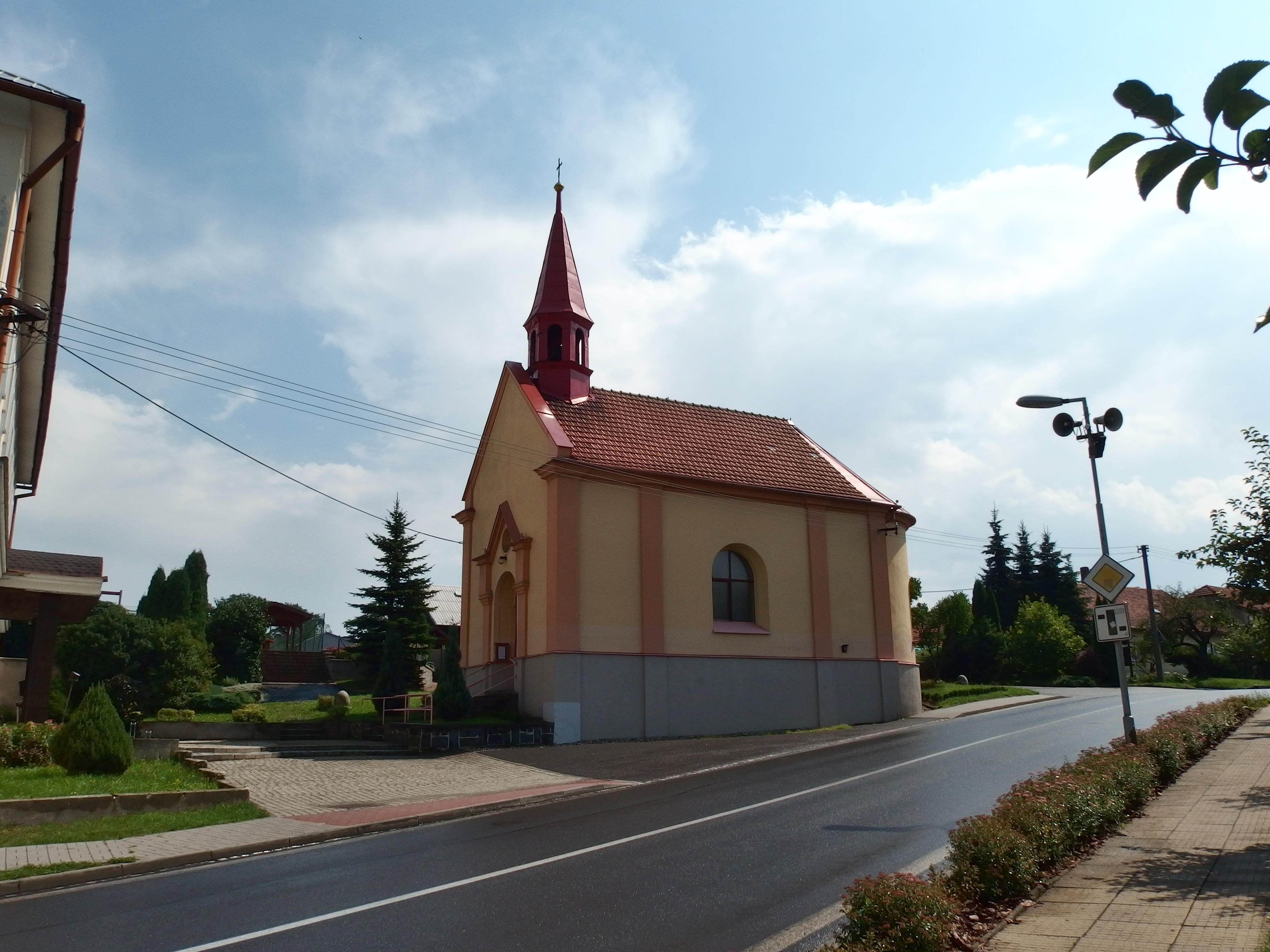
Kaple sv. Mořice
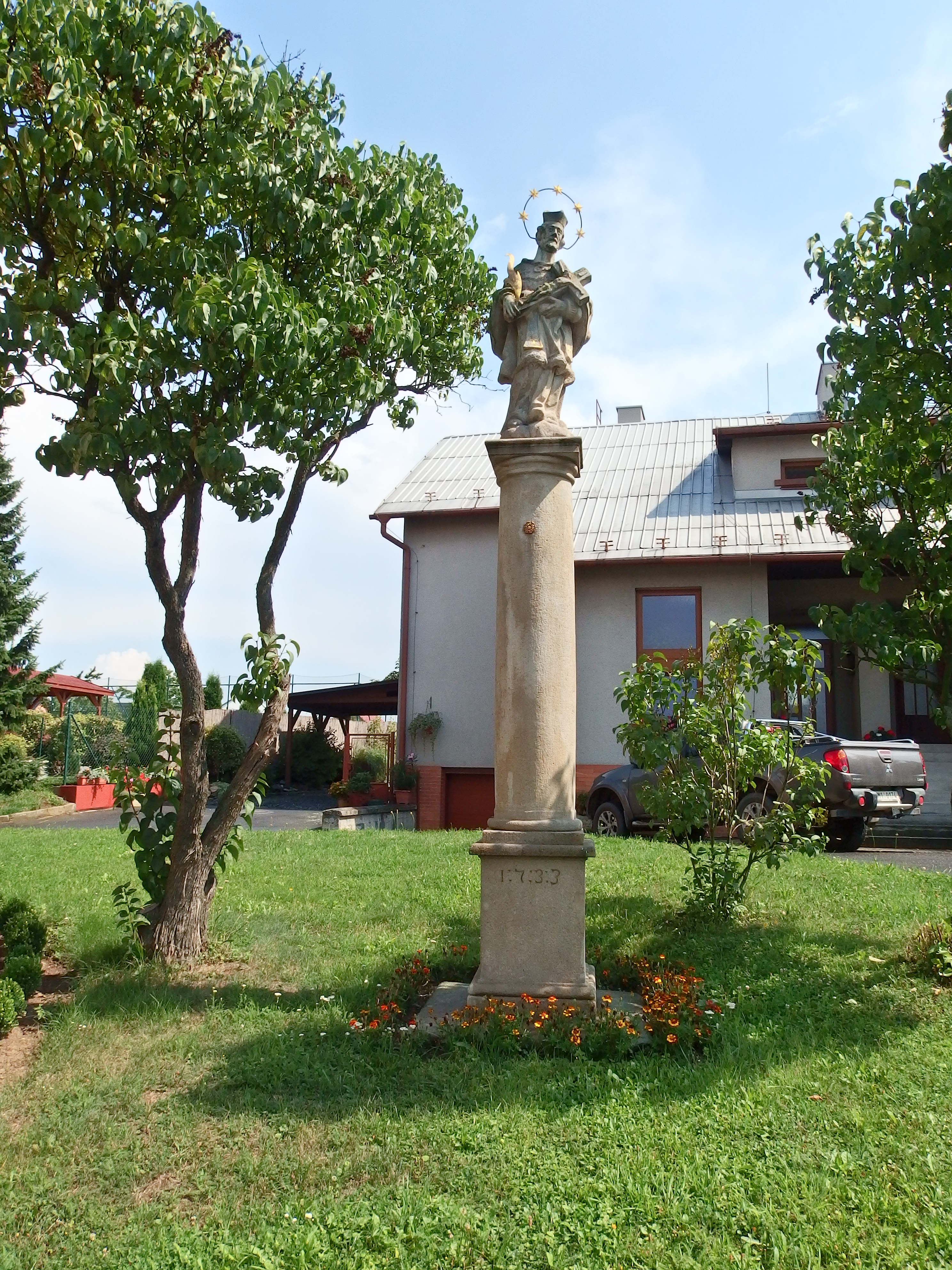
Socha sv. Jana Nepomuckého
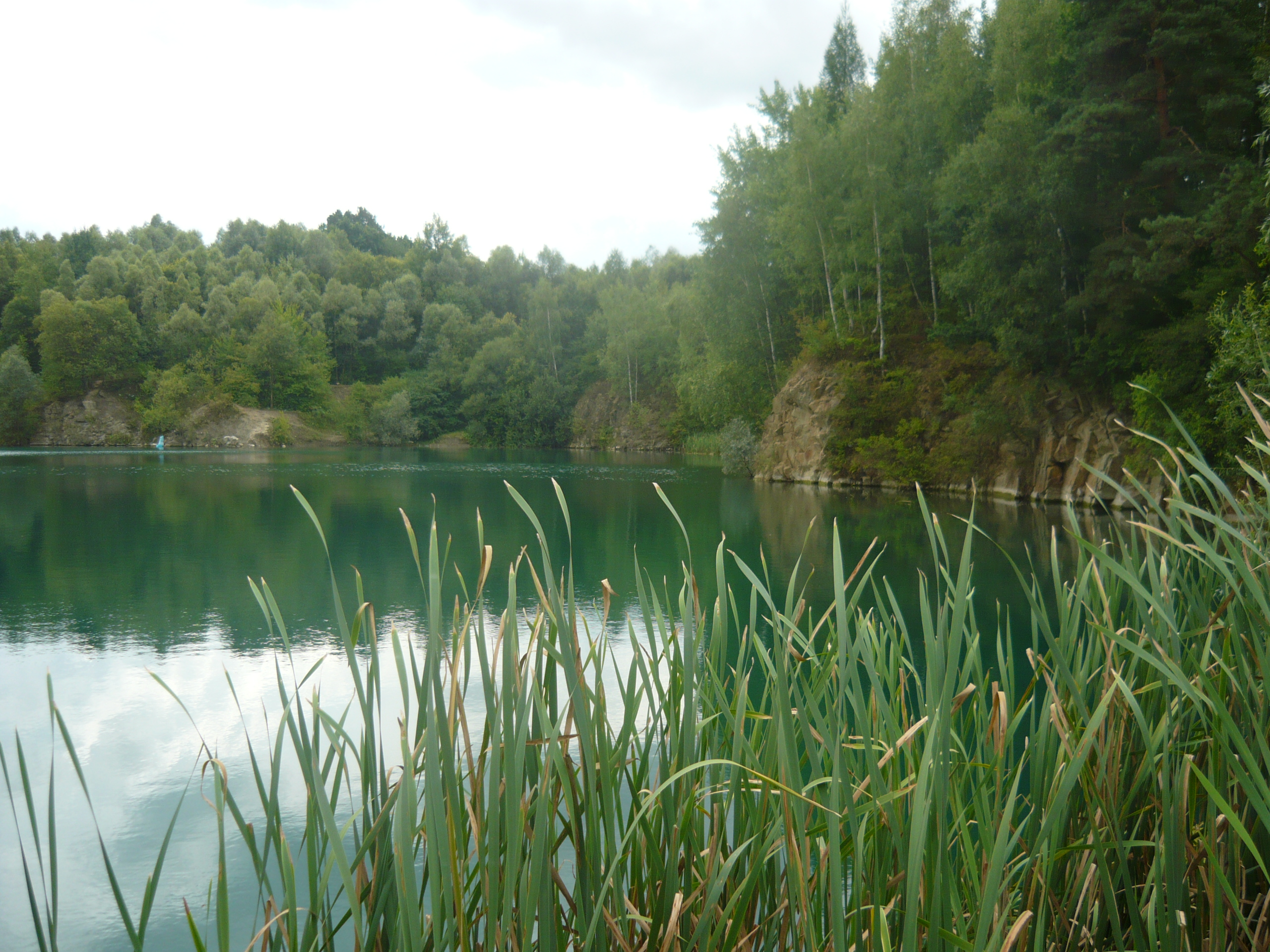
Zatopený kamenolom